# سالیو پوپولا
سالیو پوپولا (انگلیسی: Saliu Popoola؛ زادهٔ ۷ اوت ۱۹۹۴) بازیکن فوتبال اهل نیجریه است.
وی همچنین در تیم ملی فوتبال زیر ۲۳ سال نیجریه بازی کرده‌است.
وی در مسابقات کشوری و بین‌المللی در مجموع برندهٔ ۱ مدال برنز شده‌است.